# Aindling

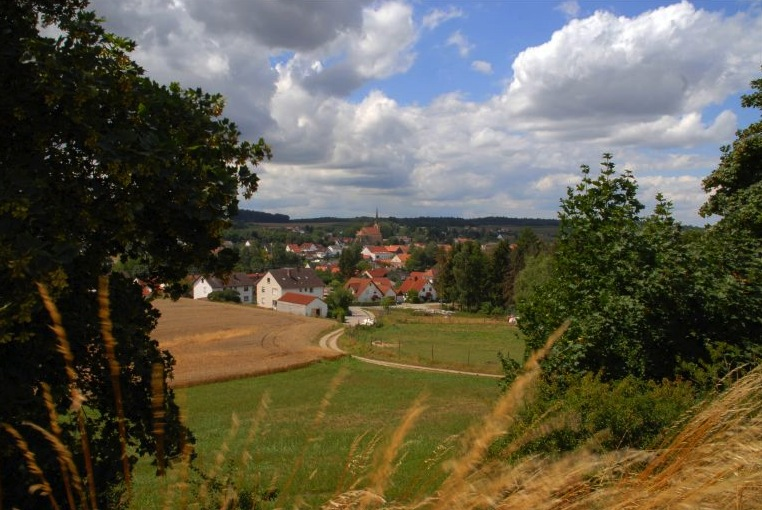

Aindling là một đô thị ở Aichach-Friedberg bang Bayern thuộc nước Đức.

## Thành phố kết nghĩa
- Avord, Pháp